# Deadlock vs. Six Reasons to Kill
Deadlock vs. Six Reasons to Kill è uno split album delle band death metal tedesche Deadlock e Six Reasons to Kill. Nel disco sono presenti otto canzoni: le prime quattro dei Deadlock e le ultime quattro dei Six Reasons to Kill.
È stato pubblicato nel 2003 da parte della Winter.

## Tracce
1. Deadlock - A Little Soldier - 00.54
2. Deadlock - Thousand Suns  - 06.06
3. Deadlock - An Eye for an Eye - 04.43
4. Deadlock - The End of the World - 05.50
5. Six Reasons to Kill - Dominion of Death - 04.27
6. Six Reasons to Kill - To a Darkened End - 02.44
7. Six Reasons to Kill - Haunted by Memories - 03.01
8. Six Reasons to Kill - Deliverance - 05.11